# Bitwarden
Bitwarden是一款自由且开源的密码管理服务，用户可在加密的保管库中存储敏感信息（例如网站登入凭据）。Bitwarden平台提供有多种客户端应用程序，包括网页用户界面、桌面应用，浏览器扩展、移动应用以及命令行界面。Bitwarden提供云端托管服务，并支持自行部署解决方案。

## 历史
Bitwarden于2016年8月首次发布，提供适用于iOS和Android系统的移动应用程序、适用于Google Chrome和Opera電腦瀏覽器的浏览器扩展，以及网页版本。适用于Firefox瀏覽器的浏览器扩展于2017年2月发布。
2017年2月，Brave浏览器开始将Bitwarden扩展作为可选的密码管理器。 
2018年1月，Bitwarden浏览器扩展完成苹果Safari浏览器的适配，并在Safari扩展库中发布。 
2018年2月，Bitwarden首次发布适用于macOS、Linux和Microsoft Windows操作系统的独立桌面应用程序。以上应用程序借助Electron技术，作为浏览器扩展的变种制成。次月，Microsoft商店加入了适用于Microsoft Edge的Bitwarden扩展。 
2018年3月，Bitwarden的Web保管库因嵌入不受约束的第三方（BootstrapCDN、Braintree、Google和Stripe）的JavaScript库而受到批评。这些嵌入式脚本可能构成攻击媒介，从而获取对Bitwarden用户之秘密存储内容的非授权访问。 于2018年7月发布的Bitwarden 2.0 Web保管库在更新中删除了这些第三方脚本，从而消除了此风险。 
2018年5月，Bitwarden发布了一个命令行界面应用程序，使用户可在编写的脚本中使用自己的Bitwarden保管库中的数据。 
2018年6月，Cliqz公司对Bitwarden发布的面向Firefox浏览器的扩展进行了隐私和安全审查，并得出不会对用户产生负面影响的结论。审查后，Bitwarden也在Cliqz浏览器中提供为可选的密码管理器。
2018年10月，第三方安全审核公司Cure53完成对Bitwarden的安全评估、代码审核和密码学分析。  

## 特点
- 开源的代码[22]
- 云端同步
- 项目类型，如登入信息、安全笔记、信用卡、身份
- 保管库数据的端到端加密
- 密码历史记录，可以在登入信息中查阅以前的密码
- 与其他Bitwarden用户安全地分享保管库中的记录
- 自动填写登入信息到网站和其他应用程序[23]
- 密码生成器
- 2FA，经由认证器应用、电子邮件、Duo[24]、YubiKey[25]或FIDO U2F
- 文件作为附件[26]
- TOTP密钥存储及代码生成器
- 数据泄露报告和密码暴露检查，透過Have I Been Pwned?服务。
- 跨平台客户端[7]
- 自行部署（英语：Self-hosting (web services)）Bitwarden服务器[8]